# The Ideal Crash
The Ideal Crash is een album van de Belgische rockgroep dEUS. Het is het derde album en verscheen in 1999. Het werd in studio's in Londen, Brussel en in het Spaanse Ronda opgenomen. In een interview in de Volkskrant wordt wat inzicht gegeven in het opnameproces. Het was het eerste album nadat verschillende leden van de groep opgestapt waren: Stef Kamil Carlens ging zich weer meer toeleggen op zijn eigen band Zita Swoon terwijl Rudy Trouvé zich op verschillende projecten richtte.
"The Ideal Crash" was een van de snelstverkochte platen van de groep in België. Het was het eerste album waar een foto op de hoes te zien was; de vorige albums van de groep hadden altijd een schilderij als cover.
De stijl was ook iets anders, vooral minder rauw, dan de vorige albums van dEUS.
Ter promotie van het album bracht het blad Humo op 18 maart 1999 een single uit met twee nummers van het album: One Advice, Space en Magdalena (in een liveversie). De overige twee nummers waren You Can't Deny What You Liked As A Child en Gimme The Heat (ook live). De single bevatte verder vier videobeelden en één reclamespot voor het blad zelf.
Sister Dew, The Ideal Crash en Instant Street werden als singles uitgebracht. Na dit album zou het zes jaar duren voor dEUS een nieuw album uitbracht: Pocket Revolution (2005).

## Tracklist
1. Put the Freaks Up Front
2. Sister Dew
3. One Advice, Space
4. The Magic Hour
5. The Ideal Crash
6. Instant Street
7. Magdalena
8. Everybody's Weird
9. Let's See Who Goes Down First
10. Dream Sequence #1

## Trackinfo
- Put the Freaks up Front verwijst naar een advies dat George Lucas' tijdens de opnames van zijn film "THX 1138" aan zijn montageploeg gaf. Hij wilde een scène waarin freaks voorkwamen liever wat meer vooraan in de filmplot gemonteerd zien.
- Sister Dew gaat over iemand die een meisje vermoord heeft. Eerst voelt hij schaamte, dan tracht hij te verantwoorden dat ze het verdiende en ten slotte wordt hij gek en slecht.
- Magdalena gaat over Barmans toenmalige vriendin, Magdalena Przybylek. Hun relatie was er een van afstoten en aantrekken en ze bleven slechts een jaar samen. Net zoals Barman in het nummer zingt vond hij dat ze als autobestuurder veel te snel reed.[2]
- De regels "I will help you if I must/I will kill you if I can (...) I will kill you if I must/I will help you if I can" in Everybody's Weird zijn afkomstig uit Leonard Cohens Story of Isaac[3]
- Let's See Who Goes Down First gaat over Barmans mentale toestand in 1998 toen hij zo waanzinnig werd dat hij zelfmoord overwoog.
- Dream Sequence #1 ontleent haar titel aan het feit dat Barman de akkoorden in een droom gehoord had.

## Trivia
- De videoclip voor het nummer Instant Street werd opgenomen in en nabij de nachtclub Café d'Anvers in Antwerpen.[bron?] Verder komt onder meer ook nog de De Keyserlei in beeld.